# Hanga Roa
Hanga Roa is de hoofdstad van het Chileens-Polynesische eiland Rapa Nui, ofwel Paaseiland. Het is tevens de enige stad op het eiland.
Hanga Roa ligt aan de westkust van Paaseiland, tussen de dode vulkanen Maunga Terevaka en Rano Kau. In 2002 woonden er 3304 mensen in de stad, meer dan 87% van de hele bevolking van Paaseiland. De stad kent vele hotels, restaurants en winkels, en tevens de enige supermarkt en apotheek van het eiland. Ook is het enige museum van het eiland en de enige rooms-katholieke kerk gevestigd in Hanga Roa. Het hart van de stad is de 'Avenida Atamu Tekena'. Veel van de eerdergenoemde locaties liggen aan deze straat. Sinds de Chileense regering internet en andere communicatiemiddelen naar Paaseiland bracht, bevinden zich ook meerdere internetcafés in de stad, en zelfs een pinautomaat.
Vlak buiten de stad ligt het vliegveld van Paaseiland, het Mataveri International Airport. Vanaf het vliegveld zijn er verbindingen met de Chileense hoofdstad Santiago en met Papeete, gelegen in Tahiti.
De burgemeester van Hanga Roa is Pedro Pablo Edmunds Paoa.

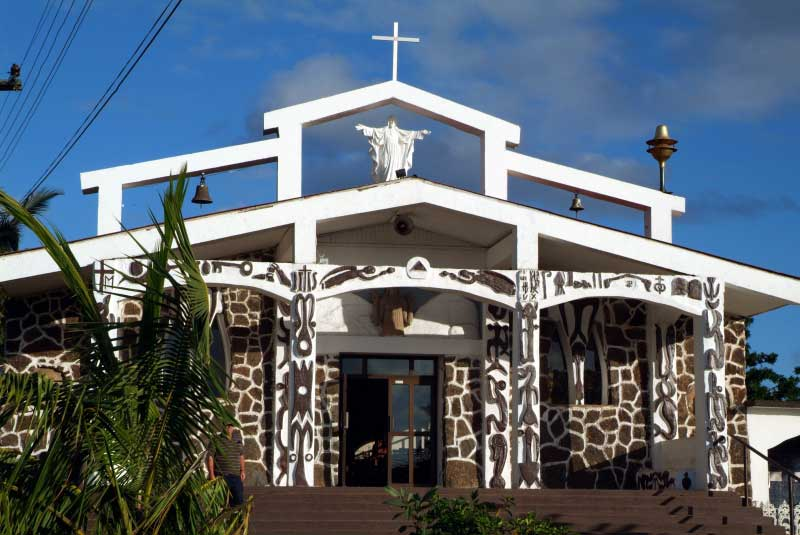
De rooms-katholieke kerk.